# Uniwersytet Miami
Uniwersytet Miami – amerykański niepubliczny uniwersytet założony w 1925 roku. Jego siedziba, a zarazem główny kampus znajduje się w Coral Gables na Florydzie.
Szkoła aktualnie kształci ponad 15 000 studentów w 12 oddzielnych college’ach, które oferują 115 kursów licencjackich, 114 magisterskich, 51 doktorskich i dwa profesjonalne ośrodki badawcze. Szkoła posiada również bogate zbiory biblioteczne, które zawierają 3 miliony woluminów. Przed laty na uczelni byli reprezentanci wszystkich 50 stanów i blisko 150 krajów. Co roku uniwersytet przeznacza na badania ok. 326 milionów dolarów w postaci stypendiów naukowych.

## Historia
W 1925 r. grupa mieszkańców Miami założyła uniwersytet z nadzieją, że miejscowa uczelnia przyniesie korzyści ich społeczności. A ponieważ południowa Floryda przeżywała w tym czasie swój największy rozkwit, to szkoła miała zapewnione finansowe wsparcie. W tym czasie na Florydzie istniały trzy duże publiczne uniwersytety: dla białych mężczyzn, białych kobiet i czarnych Amerykanów. UM został założony jako koedukacyjna instytucja dla białych.
Prawdziwy rozkwit uniwersytetu zaczął się w 1925 r., kiedy George E. Merrick, założyciel Coral Gables, podarował 160 akrów ziemi (0,6 km²) i prawie 5 milionów dolarów na jego rozwój. 18 kwietnia 1925 sąd okręgowy hrabstwa Dade przyznał mu statut uczelni i powołał Radę Regentów z Williamem E. Walshem na czele. Pod koniec 1926 r., kiedy pierwsza grupa 372 studentów została przyjęta na UM, dotychczasowy dynamiczny rozwój gospodarczy Florydy załamał się, a nadzieje na szybką poprawę zostały pogrzebane przez silny huragan, który spustoszył stan.
W 1929 r. sytuacja uczelni stała tak poważna, że studenci chodzili od drzwi do drzwi i zbierali fundusze na utrzymanie szkoły. Z powodu załamania się gospodarki Florydy, Walsh i inni członkowie Rady Regentów podali się do dymisji. Na ich miejsce powołano, więc dziesięciu nowych członków z Bowmanem Fosterem Ashem (1926–1952) jako jej przewodniczącym, a zarazem rektorem. Pod przewodnictwem Asha, uniwersytet bardzo się rozwinął i powstało wiele nowych szkół, m.in. prawa, administracji i medycyny. W 1930 r. uczelnia przyjęła kilku wykładowców i ponad 60 studentów z Uniwersytetu Hawańskiego, który zamknięto z powodu niepokojów politycznych. W 1932 r. UM złożyło dokumenty o upadłości. W lipcu 1934 r. szkoła została przemieniona w spółkę prawną, a Radę Regentów zastąpiła Rada Powierników. Po 15 latach uczelnia pozostała zaledwie wypłacalna. Z przyczyn ekonomicznych budowa pierwszego budynku kampusu trwała ponad dwadzieścia lat. W tym czasie, klasy umiejscowiono w pobliskim hotelu Anastasia. Między innymi z tego powodu przez jakiś czas mówiono, że to „tekturowy college”.
Podczas II wojny światowej, uczelnia była jednym ze 131 college’ów i uniwersytetów, które włączyły się do programu V-12 Navy College Training Program oferującego studentom wstąpienie do marynarki.
W 1952 r. Jay F. W. Pearson, jeden z długoletnich asystentów Ashe’a, przejął po nim kierownictwo radą i pełnił je do 1962 roku. W czasie jego rządów uniwersytet przyznał pierwsze stopnie doktoranckie i odnotował wzrost liczby studentów do ponad 4 000.
Społeczne zmiany zachodzące w USA w latach 60. i 70. odbiły się również na polityce UM. W 1961 r. szkoła zniosła segregację rasową i zaczęła przyjmować czarnoskórych studentów. Dała im też możliwość pełnego udziału w życiu studenckim i zespołach sportowych. W grudniu 1966 r. po naciskach rektora Henry’ego Stanforda, uczelnia pozyskała afroamerykańskiego futbolistę, Raya Bellamy, dzięki któremu stała się pierwszą szkołą na tzw. głębokim południu z czarnym sportowcem na stypendium. Postępujące zmiany społeczne doprowadziły też, w 1971 r. do połączenia dziekana męskiego i żeńskiego, które do tego czasu funkcjonowały oddzielnie.
W 1962 r. Henry King Stanford został trzecim rektorem UM. W czasie jego prezesury położono nacisk na badania, reorganizację administracyjnej struktury i budowę nowych pomieszczeń. Otworzono nowe ośrodki i instytuty badawcze, a od 1965 r. uniwersytet zaczął przyjmować zagranicznych studentów.
Po dziewiętnastu latach, w 1981 r. Stanforda zastąpił Edward T. Foote II, który uniwersyteckie kampusy przekształcił w mieszkalne college’e, a w 1984 r. zainicjował pięcioletnią kampanię zbiórki pieniędzy, która przyniosła 517,5 miliona dolarów zysku.
W 2001 r. Foote’a zastąpiła Donna Shalala. Pod jej przewodnictwem zbudowano nowe biblioteki, akademiki, sale do prób symfonicznych i budynki dydaktyczne. W rezultacie poprawiła się też jakość kształcenia studentów. W 2004 r. w szkole odbyła się jedna z przedwyborczych debat prezydenckich transmitowana przez telewizję.
28 lutego 2006 r. pracownicy uczelni rozpoczęli strajk, z powodu zarzutów nieuczciwych praktyk jakich dopuszczał się uniwersytet, m.in. niskiej płacy, braku świadczeń zdrowotnych i bezpieczeństwa miejsca pracy. Gdy do demonstracji włączyli się studenci i zaczęli strajk głodowy oraz czuwanie w kampusach, 1 maja 2006 r. sytuacja się uspokoiła. W rezultacie powstał związek, który reprezentował pracowników w negocjacjach z UM. Szkoła ostatecznie zgodziła się podwyższyć płace i zagwarantować ubezpieczenie zdrowotne.

## Kampusy

### Coral Gables
Główne miasteczko uniwersyteckie znajduje się w Coral Gables i zajmuje 1,1 km² powierzchni. Mieszka w nim blisko 4500 studentów. Największy budynek kampusu o powierzchni 550 000 m², wyceniany jest na ponad 657 milionów dolarów. Oprócz niego znajdują się tam dwa college’e i siedem budynków mieszkalnych.

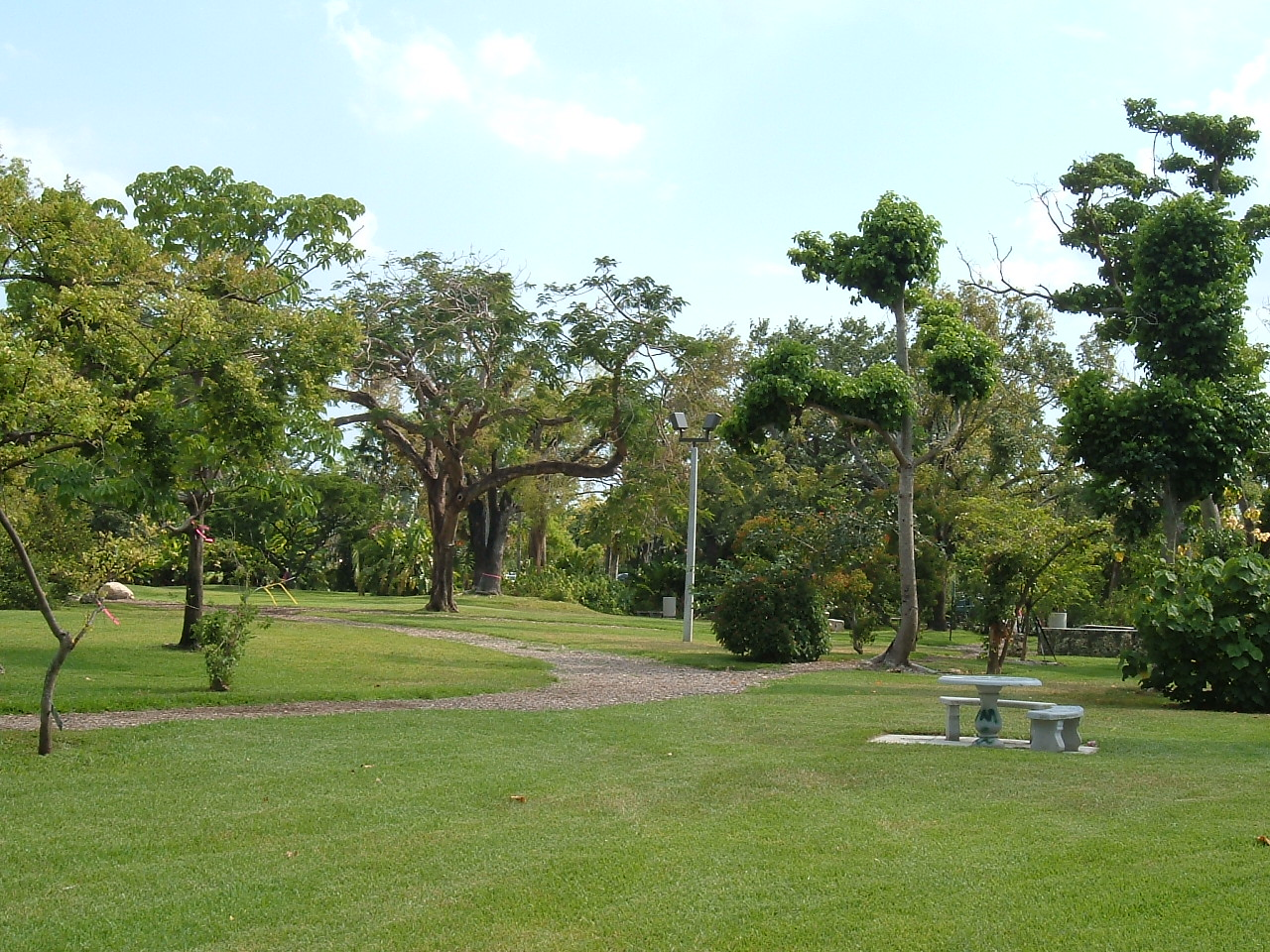
Ogród im. Johna C. Gifforda w kampusie Coral Gables

Uniwersytet posiada również aulę, zwaną Jerry Herman Ring Theatre, która służy studentom do wystawiania sztuk i musicali. W północno-zachodniej części kampusu znajduje się ogród drzewny im. Johna C. Gifforda, ogród botaniczny oraz centrum architektury.
Kampus Coral Gables służy też jako stacja metra, która łączy uniwersytet z centrum Miami i okolicznymi dzielnicami.

### Medical campus
Kampus Szkoły Medycznej Leonarda M. Millera, która jest częścią UM, znajduje się blisko centrum Miami w Civic Center. Mieszka w nim 1000 studentów. Na jego terenie znajduje się centrum medyczne, w skład którego wchodzą trzy szpitale należące do uniwersytetu: University of Miami Hospital, Sylvester Comprehensive Cancer Center i Anne Bates Leach Eye Hospital, oraz trzy niebędące jego własnością, ale pozostające z nim w stowarzyszeniu. Sercem kampusu jest „Alamo” – szpital powstały w 1918 r., który obecnie znajduje się w amerykańskim rejestrze historycznych miejsc. W 2006 r. uczelnia otworzyła 15 piętrowy budynek Clinical Research Building and Wellness Center, a w 2009 r. uzyskała zgodę na budowę dziewięciopiętrowego Biomedical Research Building. W budynku o powierzchni 16 900 m² utworzono laboratorium, biura oraz ulokowano dwa instytuty.

### Virginia Key
Kiedy w 1945 r. zbudowano drogę do Virginia Key dostępną dla samochodów, władze hrabstwa zaoferowały przekazanie UM części wyspy przyległej do Miami Seaquarium w zamian za opiekę nad oceanarium. Jednakże jego budowa się opóźniła, więc szkoła dzierżawiła ziemię do 1951 r. W 1953 r. na 16 akrach zbudowano sale dydaktyczne i laboratorium. Kolejne budynki stopniowo powstawały w 1957, 1959 i 1965 roku. W latach 1947–1959, władze stanowe Florydy finansowały Laboratorium Morskie w Virginia Key, do czasu zbudowania oddzielnego w St. Petersburgu. W 2009 r. uniwersytet otrzymał z funduszu federalnego dotację w wysokości 15 milionów dolarów na budowę nowego ośrodka badawczego. Kampus nie posiada żadnych budynków mieszkalnych, ale jest połączony lokalną linia autobusową z kampusem w Coral Gables, gdzie mieszka większość studentów.

### South Campus
W 1946 r. uczelnia nabyła w południowo-zachodnim Miami stację lotniczą marynarki i przekształciła w kampus, który był odpowiedzią na powojenny wzrost liczby studentów. Obecnie na jego terenie znajduje się sześć budynków, w których mieszczą się głównie ośrodki naukowe i instytuty. W latach 60., kilka budynków dzierżawiła Centralna Agencja Wywiadowcza. W skład kampusu wchodzi też 350 akrowa działka, na której od 1948 r. prowadzono badania rolnicze i ogrodnicze. Uczelnia przez 20 lat do badań biologicznych wykorzystywała radioaktywne izotopy, które następnie zakopywała (w tym napromieniowane zwierzęta). W sierpniu 2006 r. uniwersytet zgodził się zwrócić armii koszt w wysokości 393 473 dolarów za gruntowne oczyszczenie terenu.

## Studenckie życie
Uniwersytet jest stowarzyszony z 31 bractwami, z których sześć (Alpha Epsilon Pi, Lambda Chi Alpha, Pi Kappa Phi, Sigma Alpha Epsilon, Sigma Chi i Zeta Beta Tau) ma swoje domy w kampusach. Wśród organizacji międzynarodowych, w których działają studenci są Amnesty International i Habitat for Humanity. Studenci zajmują się też tworzeniem rocznika, prowadzą telewizyjny kanał kablowy UMTV, hiszpańskojęzyczną stację UniMiami oraz uniwersyteckie radio WVUM, a od 1929 r. wydają dwutygodnik The Miami Hurricane.
By pomóc studentom w rozwiązywaniu ich problemów uczelnia powołała tzw. „Mediatorów”, czyli grupę osób z różnych wydziałów, których zadaniem jest przyjmowanie skarg i udzielanie porad studentom. Jednak z uwagi na to, że nie wszystkie problemy mogą być przez nich rozwiązane, uniwersytet korzysta z pomocy rzecznika praw obywatelskich, który wspiera mediatorów.

## Sport

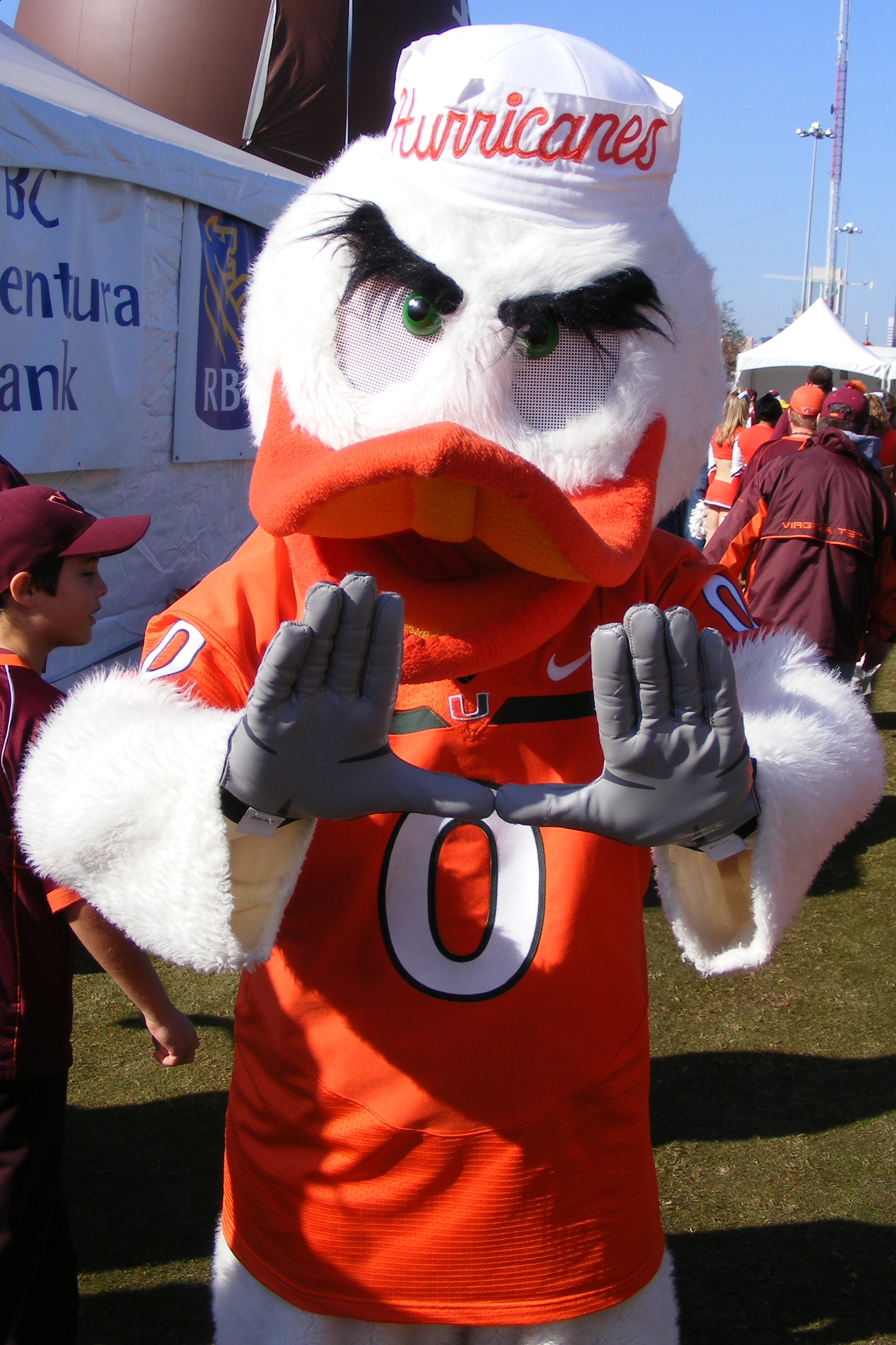
Maskotka Uniwersytetu Miami, Ibis Sebastian

Uniwersytet posiada 16 drużyn sportowych, zarówno męskich jak i kobiecych. Zespoły męskie rywalizują w takich grach jak: baseball, koszykówka, wyścigi przełajowe, nurkowanie, futbol, tenis i lekkoatletyka. Z kolei zespoły kobiece uprawiają: koszykówkę, wyścigi przełajowe, skoki do wody, golf, wioślarstwo, piłkę nożną, pływanie, tenis, lekkoatletykę i siatkówkę.
Od 2004 r. uniwersytecki drużyny sportowe (nazywane Hurricanes, czyli Huragany) rywalizują w Atlantic Coast Conference. Największe sukcesy jak dotąd odnosiła drużyna futbolowa, która już pięciokrotnie zdobywał mistrzostwo kraju (1983, 1987, 1989, 1991 i 2001). A w latach 80. i 90., co roku wielu jej graczy trafiało do NFL. Przez 70 lat (od 1937 do 2007) Huragany większość spotkań rozegrały w Miami Orange Bowl. Jednak od sezonu 2008 rozgrywki futbolowe przeniesiono na stadion Sun Life Stadium. Uniwersytet podpisał 25 letni kontrakt, dzięki któremu może z niego korzystać do 2033 r. Z nieco mniej dogodnego stadionu Cobb, korzysta z kolei żeńska drużyna piłkarska oraz zespoły lekkoatletyczne. We własnej hali grają też męskie i żeńskie drużyny koszykarskie, których budynek znajduje się na terenie kampusu Coral Gables. Uniwersytecki zespół baseballowy jest czterokrotnym mistrzem kraju (1982, 1985, 1999, 2001). Maskotką Uniwersytetu Miami jest Ibis o imieniu Sebastian.

## Rankingi
W 2009 r. U.S. News & World Report w rankingu „Najlepszych college’ów Ameryki” sklasyfikował Uniwersytet Miami na 38 miejscu i jednocześnie pierwszym na Florydzie. Z kolei Szkołę medyczną Leonarda M. Millera uplasowano na 47 pozycji wśród najlepszych szkół medycznych w USA.
W 2009 r. The Princeton Review w rankingu „371 najlepszych college’ów”, sklasyfikował UM jako jeden ze 141 „Najlepszych południowo-wschodnich college’ów”.
W 2008 r. w światowym rankingu Academic Ranking of World Universities UM został uznany za jedną ze 150 najlepszy instytucji naukowych. A w 2010 r. magazyn Forbes umieścił go na 293 pozycji spośród 600.
W 2006 r. amerykańska Narodowa Fundacja Nauki na podstawie liczby przyznanych tytułów doktorskich umieściła UM na 112 miejscu spośród 630 instytucji naukowych, oraz na 79 spośród tych, które wydają najwięcej na badania.